# 2016年リオデジャネイロオリンピックのウクライナ選手団
2016年リオデジャネイロオリンピックのウクライナ選手団（2016ねんリオデジャネイロオリンピックのウクライナせんしゅだん）は、2016年8月5日から8月21日にかけてブラジルのリオデジャネイロで開催された2016年リオデジャネイロオリンピックのウクライナ選手団、およびその競技結果。

## 概要
今大会は金メダル2個、銀メダル5個、銅メダル4個の合計11個のメダルを獲得した。
カヌー男子カナディアンシングル200mでは、イウリ・チェバンが2012年ロンドンオリンピックに続いて金メダルを獲得し2連覇を達成した。

## メダル
| メダル | 選手名                                                                          | 競技         | 種目                     |
| ------ | ------------------------------------------------------------------------------- | ------------ | ------------------------ |
| 金     | オレグ・ベルニャエフ                                                            | 体操         | 男子平行棒               |
| 金     | イウリ・チェバン                                                                | カヌー       | 男子C-1 200m             |
| 銀     | オレグ・ベルニャエフ                                                            | 体操         | 男子個人総合             |
| 銀     | ザン・ベレニュク                                                                | レスリング   | 男子グレコローマン85kg級 |
| 銀     | オルハ・ハルラン オレナ・クラヴァチカ アリナ・コマシュチュク オレナ・ヴォロニナ | フェンシング | 女子サーブル団体         |
| 銀     | セルヒー・クーリシュ                                                            | 射撃         | 男子10mエアライフル      |
| 銀     | パヴロ・ティモシェンコ                                                          | 近代五種     | 男子                     |
| 銅     | ボーダン・ボンダレンコ                                                          | 陸上         | 男子走高跳               |
| 銅     | アンナ・リザディノワ                                                            | 新体操       | 女子個人総合             |
| 銅     | オルハ・ハルラン                                                                | フェンシング | 女子サーブル個人         |
| 銅     | ドミトロ・ヤンチュク タラス・ミシュック                                         | カヌー       | 男子C-2 1000m            |